# Нитрат висмутила
Нитрат висмутила — неорганическое соединение, 
оксосоль висмута и азотной кислоты с формулой BiONO3,
бесцветные кристаллы,
не растворяется в воде,
образует кристаллогидрат.

## Получение
- Образуется при нагревании водных растворов нитрата висмута:

{\displaystyle {\mathsf {Bi(NO_{3})_{3}+H_{2}O\ {\xrightarrow {90^{o}C}}\ BiONO_{3}\downarrow +2HNO_{3}}}}

## Физические свойства
Нитрат висмутила образует бесцветные кристаллы.
Не растворяется в воде.
Образует кристаллогидрат состава BiONO3•H2O.

## Химические свойства
- Разлагается при нагревании:

{\displaystyle {\mathsf {4BiONO_{3}\ {\xrightarrow {400-450^{o}C}}\ 2Bi_{2}O_{3}+4NO_{2}\uparrow +O_{2}\uparrow }}}

## Применение
- Вяжущее и антисептическое средство.